# Metale półszlachetne
Metale półszlachetne – metale stosunkowo odporne na oddziaływanie czynników chemicznych, lecz w mniejszym stopniu niż metale szlachetne. Występują częściej niż metale szlachetne i mają mniejszą wartość rynkową.
Do metali półszlachetne bywają zaliczane miedź, glin, chrom i nikiel, a także tytan, wolfram, żelazo i rtęć.
Przed II wojną światową nazwa „metale półszlachetne” była używana w Polsce jako synonim metali nieżelaznych. 